# Wodogłowie

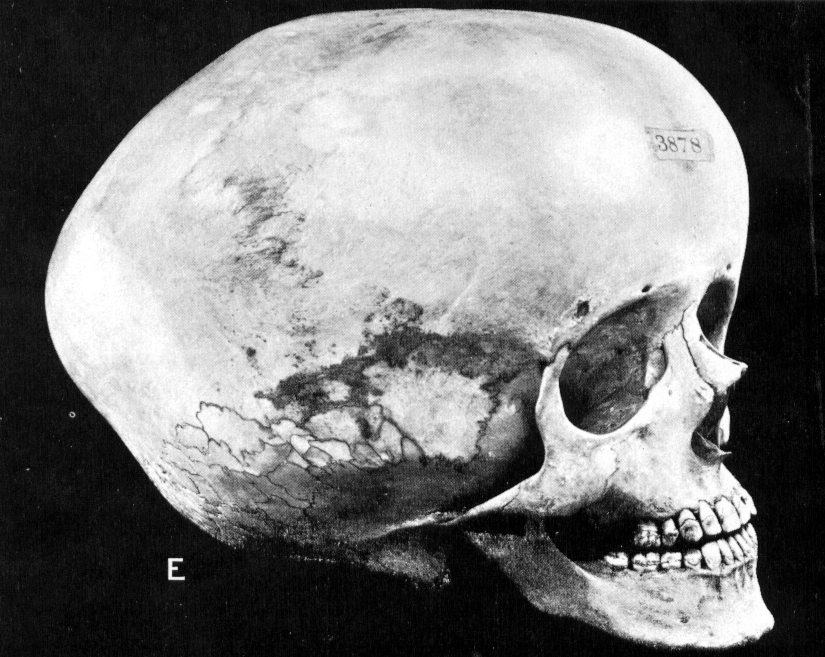
Czaszka mężczyzny z wodogłowiem

Wodogłowie, hydrocefalia (łac. hydrocephalus) — zwiększenie objętości płynu mózgowo-rdzeniowego w układzie komorowym mózgu, które przeważnie powoduje wzrost ciśnienia śródczaszkowego. U osób starszych wodogłowie może wywoływać bóle głowy, podwójne widzenie, zaburzenia równowagi, nietrzymanie moczu, zmiany osobowości i upośledzenie umysłowe. U niemowląt wodogłowie powoduje powiększanie się obwodu głowy (główka dziecka ma kształt gruszki), uwypuklenie i poszerzenie ciemiączek, poszerzenie szwów czaszkowych i opóźnienie rozwoju dziecka. Inne objawy mogą obejmować wymioty, senność, napady padaczkowe oraz objaw zachodzącego słońca.
Wodogłowie może być efektem wad wrodzonych lub zostać nabyte w trakcie życia. Przypadki wrodzone obejmują najczęściej te wywołane wadami cewy nerwowej i stenozy (przewężenia) wodociągu mózgu. Do przyczyn nabytego wodogłowia najczęściej należą zapalenie opon mózgowych, guzy mózgu, urazy wewnątrzczaszkowe, krwawienie dokomorowe i krwotok podpajęczynówkowy. Istnieją cztery główne typy wodogłowia: komunikujące, niekomunikujące, normotensyjne i ex vacuo.
Wodogłowie jest standardowo leczone z wykorzystaniem sztucznej przetoki mózgowej, natomiast u niektórych pacjentów stosuje się tzw. endoskopową wentrikulostomię trzeciej komory mózgu. Do najczęstszych komplikacji po otwarciu sztucznej przetoki należą nadmierny lub za słaby drenaż płynu mózgowo-rdzeniowego, uszkodzenia mechaniczne, infekcje lub obstrukcja przetoki. Przypadki takie wymagają ponownego założenia sztucznej przetoki. Wyniki leczenia są różne, choć wielu pacjentów prowadzi potem normalne życie. Nieleczone wodogłowie grozi śmiercią.
1-2 noworodków na 1000 ma wodogłowie. Stosunek ten może być nawet wyższy w krajach rozwijających się. Wodogłowie normotensyjne dotyka około 5 na 100 000 osób, przy czym stosunek ten wzrasta wraz z wiekiem. Pierwszego opisu wodogłowia w Europie dostarczył Hipokrates ponad 2000 lat temu.

## Objawy

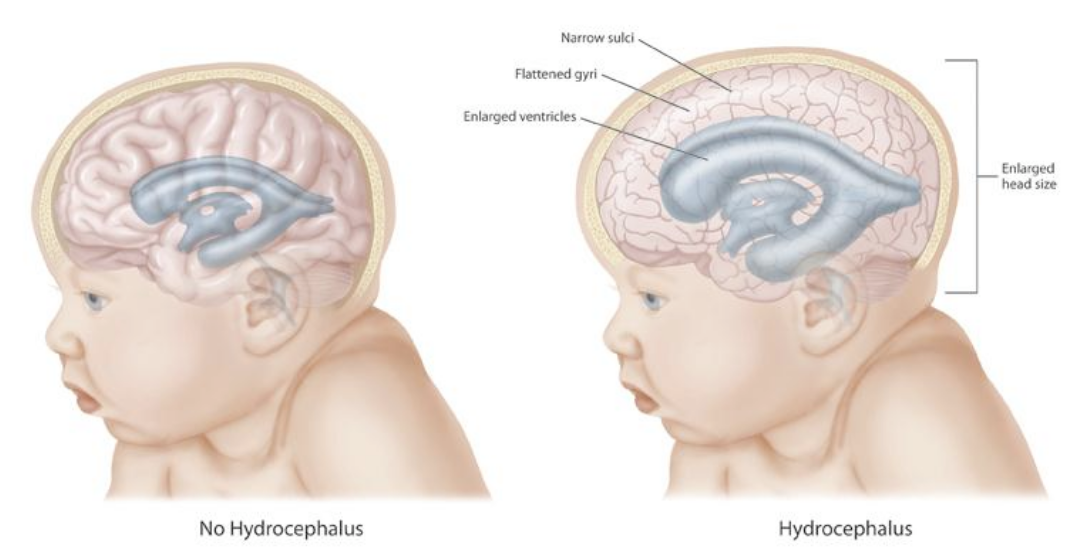
Ilustracja przedstawiająca wpływ wodogłowia na mózg i czaszkę.

Obraz kliniczny wodogłowia zależy od jego przebiegu: ostre rozszerzenie układu komorowego najczęściej objawia się poprzez niespecyficzne objawy wzrostu ciśnienia śródczaszkowego, podczas gdy przewlekłe wodogłowie (szczególnie wśród osób starszych) charakteryzuje się trudniejszymi do wykrycia objawami, np. triadą Hakima.
Do objawów wzrostu ciśnienia śródczaszkowego należą bóle głowy, wymioty, nudności, tarcza zastoinowa, somnolencja czy śpiączka. Podwyższone ciśnienie śródczaszkowe może skutkować wgłobieniem płata skroniowego lub migdałów móżdżku, co ostatecznie może doprowadzić do śmierci.
Triada Hakima (otępienie, ataksja i nietrzymanie moczu) są typowymi objawami wodogłowia normotensyjnego. Mogą mu również towarzyszyć pewne specyficzne objawy neurologiczne, takie jak porażenie nerwu odwodzącego czy zespół Parinauda (ze względu na nacisk na pokrywę śródmózgowia). Konkretne symptomy zależą od przyczyny wystąpienia wodogłowia, wieku pacjenta i stopnia uszkodzeń mózgu spowodowanych przez nacisk.
U niemowląt z wodogłowiem płyn mózgowo-rdzeniowy gromadzi się w ośrodkowym układzie nerwowym powodując uwypuklenie i poszerzenie ciemiączka i powiększenie się głowy. Wczesne objawy obejmują również:
- ciągłe spojrzenie oczu w dół (zespół Parinauda),
- rozdrażnienie,
- napady padaczkowe,
- rozchodzenie się szwów czaszkowych,
- senność,
- wymioty.

Dodatkowo u starszych dzieci mogą wystąpić:
- gwałtowny, piskliwy płacz,
- zmiany w osobowości, pamięci, zdolności logicznego myślenia,
- zmiany w wyglądzie twarzy,
- zez zbieżny i niekontrolowane ruchy gałki ocznej,
- zaburzenia odżywiania,
- nadmierna senność,
- bóle głowy,
- rozdrażnienie i brak samokontroli,
- nietrzymanie moczu,
- problemy z koordynacją i chodzeniem,
- skurcze mięśni,
- spowolniony wzrost (zwłaszcza dzieci w wieku 0-5 lat),
- zwolniona lub ograniczona ruchowość,
- wymioty[6].

Ponieważ wodogłowie może doprowadzić do uszkodzeń mózgu, zdolności intelektualne i zachowanie chorych może ulec nieodwracalnym zmianom negatywnym. Wśród osób cierpiących na wodogłowie częste są trudności w uczeniu się, szczególnie te związane z utratą pamięci krótkotrwałej. Osoby chore często osiągają lepsze wyniki w testach na inteligencję werbalną niż praktyczną, co prawdopodobnie odzwierciedla rozmieszczenie uszkodzeń w ich mózgach. Należy jednak pamiętać, że wodogłowie może wykazywać różną ostrość u poszczególnych chorych i wśród osób chorujących na tę przypadłość znajdują się również jednostki o przeciętnej i ponadprzeciętnej inteligencji. Niektóre osoby cierpiące na wodogłowie mają problem z poruszaniem się, widzeniem i koordynacją ruchową. Zdarzają się przypadki przedwczesnego pokwitania, a u jednej czwartej pacjentów dochodzi do rozwoju padaczki.

## Przyczyny

### Wodogłowie wrodzone
Jest ono obecne u dziecka już przed porodem, tak więc płód rozwija je w czasie rozwoju zarodkowego w macicy. Najczęstszą przyczyną wodogłowia jest stenoza wodociągu mózgu. Występuje ona gdy wąskie połączenie między trzecią a czwartą komorą mózgu zostaje zablokowane lub gdy staje się zbyt wąskie by płyn mózgowo-rdzeniowy mógł przez nie przepływać. Płyn zbiera się wówczas w położonych górnie komorach bocznych, powodując wodogłowie.
Inne przyczyny wrodzonego wodogłowia to wady cewy nerwowej, torbiele pajęczynówkowe, zespół Dandy’ego-Walkera, czy malformacja Arnolda-Chiariego.
Kości czaszki zrastają się ostatecznie około trzeciego roku życia. Wodogłowie musi ujawnić się wcześniej by wystąpiło powiększenie się głowy. Przyczyny są przeważnie genetyczne, choć mogą być również nabyte, i przeważnie występują w pierwszych kilku miesiącach życia. Do najczęstszych przyczyn należą: 1) krwawienie dokomorowe, 2) infekcje, 3) malformacja Arnolda-Chiariego, 4) stenoza lub atrezja wodociągu mózgu, 5) malformacja Dandy’ego-Walkera.
U niemowląt i dzieci w okresie po-niemowlęcym, cierpiących na wodogłowie, obwód głowy zwiększa się gwałtownie i szybko przekracza 97 centyl. Ponieważ kości czaszki nie są w tym okresie jeszcze dobrze zrośnięte, wypukłość ciemiączka jest wyraźna, nawet w postawie wyprostowanej.
Niemowlęta wykazują drażliwość, obniżone łaknienie i częste wymioty. Wraz z rozwojem wodogłowia dzieci zaczynają popadać w otępienie i tracą zainteresowanie otoczeniem. Później górne powieki zaczynają być zablokowane w pozycji otwartej a wzrok wydaje się być ciągle skierowany w dół (tzw. objaw zachodzącego słońca). Ruchy stają się słabe, natomiast ręce mogą zacząć wykazywać drżączki. Tarcza zastoinowa nie jest obecna, mogą się jednak pojawić problemy ze wzrokiem. Głowa staje się w końcu tak duża, że dziecko nie może się swobodnie poruszać.
Około 80-90% płodów i noworodków z rozszczepem kręgosłupa wykazuje wodogłowie.

### Wodogłowie nabyte
Wodogłowie może zostać nabyte w wyniku infekcji ośrodkowego układu nerwowego, zapalenia opon mózgowo-rdzeniowych, guzów mózgu, urazów wewnątrzczaszkowych czy udaru mózgu i jest wówczas zazwyczaj bardzo bolesne.

## Typy
Przyczyna występowania wodogłowia pozostaje nie w pełni zrozumiała i jest prawdopodobnie wieloczynnikowa. Mogą nią być ograniczone przepływ i reabsorpcja płynu mózgowo-rdzeniowego lub jego nadmierna produkcja.
Obstrukcja w krążeniu płynu mózgowo-rdzeniowego uniemożliwia jego swobodny przepływ przez układ komorowy i przestrzeń podpajęczynówkową (np. na skutek stenozy wodociągu mózgu lub zablokowania otworów międzykomorowych; lub wtórnie w wyniku guzów, krwotoków lub wrodzonych malformacji) co prowadzi do wzrostu ciśnienia w ośrodkowym układzie nerwowym.
Wodogłowie może być również spowodowane nadprodukcją płynu mózgowo-rdzeniowego (obstrukcja relatywna), np. w wyniku wystąpienia brodawczaka splotu naczyniówkowego.
Dwuboczna niedrożność moczowodów może również, choć bardzo rzadko, powodować wodogłowie.
Ze względu na przyczynę stosuje się podział na wodogłowie komunikujące i niekomunikujące (obstrukcyjne), przy czym obie formy mogą być zarówno wrodzone jak i nabyte.

### Wodogłowie komunikujące
Wodogłowie komunikujące, znane również jako nieobstrukcyjne, spowodowane jest upośledzeniem reabsorpcji płynu mózgowo-rdzeniowego przy braku obstrukcji w przepływie płynu w układzie komorowym. Istnieje teoria zgodnie z którą przyczyną jest funkcjonalne uszkodzenie ziarnistości pajęczynówki, które są zlokalizowane wzdłuż zatoki strzałkowej górnej i odpowiadają za reabsorpcję płynu mózgowo-rdzeniowego do układu krążenia.
Różne przypadłości neurologiczne mogą skutkować wodogłowiem komunikującym, np. krwotoki podpajęczynówkowe i dokomorowe, zapalenie opon mózgowo-rdzeniowych czy wrodzony brak ziarnistości pajęczynówki. Zabliźnienia i zwłóknienia w przestrzeni podpajęczynówkowej, będące efektem infekcji, stanów zapalnych lub krwotoków, mogą również upośledzać reabsorpcję płynu mózgowo-rdzeniowego, prowadząc ostatecznie do wodogłowia komunikującego.

### Wodogłowie niekomunikujące
Wodogłowie niekomunikujące, lub obstrukcyjne, jest spowodowane obstrukcją w krążeniu płynu mózgowo-rdzeniowego.
- Obstrukcja otworu Monro pomiędzy komorą boczną i trzecią może doprowadzić do powiększenia jednej lub obu komór bocznych mózgu.
- Wodociąg mózgu, już fizjologicznie wąski, może ulec zablokowaniu na skutek licznych wrodzony i nabytych przypadłości neurologicznych (np. atrezja, zapalenie wyściółki, krwawienie, guz), co prowadzi do powiększenia obu komór bocznych i komory trzeciej (np. w zespole Arnolda-Chiariego)
- Obstrukcja otworów Magendiego i Luschki może być efektem wrodzonych malformacji, np. w zespole Dandy’ego-Walkera.

### Inne

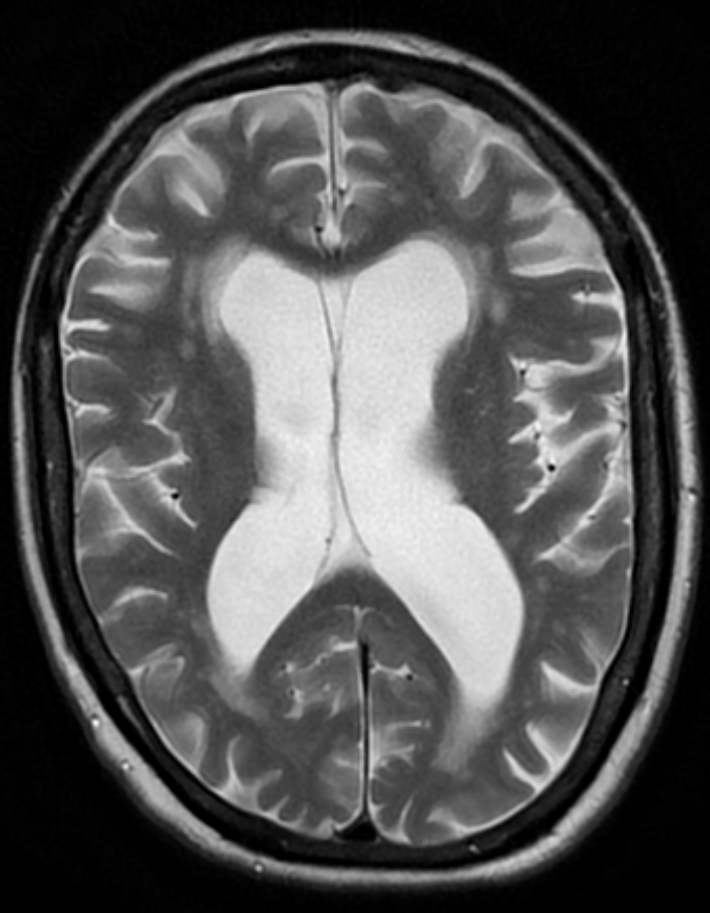
Wodogłowie ex vacuo wywołane otępieniem naczyniopochodnym widoczne na obrazie MRI

- Wodogłowie normotensyjne jest swoistą formą wodogłowia komunikującego, w którym dochodzi do powiększenia komór mózgu bez znacznego wzrostu ciśnienia płynu mózgowo-rdzeniowego. Da się je zdiagnozować jedynie prowadząc ciągły pomiar ciśnienia płynu (w przeciągu 24 godzin lub dłużej), ponieważ inne metody pomiaru nie wykazują w ogóle podwyższonego ciśnienia. Pomiary elastyczności komór mogą być również pomocne w diagnostyce tego typu wodogłowia. Zmieniona elastyczność komór i podwyższona lepkość płynu mózgowo-rdzeniowego mogą pełnić istotną rolę w patogenezie wodogłowia normotensyjnego.
- Wodogłowie ex vacuo odnosi się do poszerzenie układu komorowego i zwiększenia objętości płynu mózgowo-rdzeniowego wtórnie do zaniku miąższu mózgu. Może być wywołane atrofią mózgu (np. w demencji), pourazowym uszkodzeniem mózgu a nawet zdarza się przy niektórych zaburzeniach psychiatrycznych (np. w schizofrenii)[10]. W przeciwieństwie do pozostałych typów wodogłowia jest to tylko kompensujące powiększenie komór mózgu i nie jest ono wywołane wzrostem ciśnienia płynu mózgowo-rdzeniowego.[10]
- Wodogłowie usznopochodne.

## Mechanizm

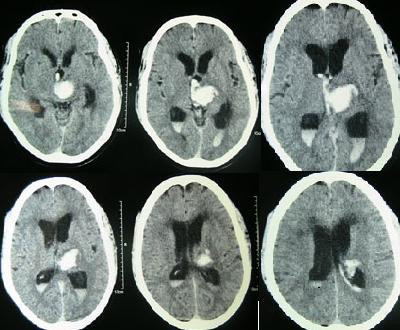
Spontaniczny krwotok śródmózgowy i dokomorowy z widocznym wodogłowiem

Wodogłowie powstaje zazwyczaj w wyniku zablokowania przepływu płynu mózgowo-rdzeniowego w układzie komorowym lub przestrzeni podpajęczynówkowej. U osoby niedotkniętej wodogłowiem płyn mózgowo-rdzeniowy krąży w komorach mózgu i rdzeniu kręgowym oraz jest ciągle reabsorbowany do układu krążenia. Innymi mechanizmami powstawania wodogłowia mogą być nadmierna produkcja płynu mózgowo-rdzeniowego, wada wrodzona blokująca przepływ w układzie komorowym czy komplikacje po urazie głowy lub infekcji.
Zbierający się w mózgu płyn wywiera nacisk na tkankę nerwową prowadząc do takich objawów neurologicznych jak drgawki, upośledzenie umysłowe czy napady padaczkowe. Objawy te występują szybciej u dorosłych, których czaszka nie może się już rozszerzać w odpowiedzi na wzrost objętości mózgu. Płody, niemowlęta i małe dzieci cierpiące na wodogłowie, wykazują zwykle powiększenie mózgoczaszki, ponieważ ciśnienie wywierane przez płyn prowadzi do rozpychania poszczególnych, jeszcze niezrośniętych kości czaszki. Innym typowym objawem, występującym u niemowląt, jest zablokowane spojrzenie w dół (tzw. objaw zachodzącego słońca), z białkami oczu widocznymi ponad tęczówką.
Wzrost ciśnienia śródczaszkowego powoduje ucisk mózgu, który może prowadzić do różnorakich uszkodzeń i dalszych komplikacji. Efekty u poszczególnych osób mogą się bardzo różnić.
Jeśli otwór czwartej komory lub wodociąg mózgu są zablokowane, płyn mózgowo-rdzeniowy zbiera się w komorach mózgu. Prowadzi to do powstania tzw. wewnętrznego wodogłowia, któremu towarzyszy wzrost ciśnienia płynu mózgowo-rdzeniowego. Produkcja płynu mózgowo-rdzeniowego nie jest wstrzymana nawet wówczas, gdy jego przepływ w mózgu zostaje zablokowany. W konsekwencji płyn gromadzi się w mózgu, wywierając ciśnienie, które prowadzi do zwiększenia objętości komór i nacisku na tkanki mózgu. Prowadzi to zazwyczaj do nieodwracalnych uszkodzeń mózgu. Jeśli kości czaszki nie są jeszcze w pełni skostniałe, wówczas ciśnienie wywołane wodogłowiem może doprowadzić do znacznego powiększenia głowy. Wodociąg mózgu może być niedrożny od urodzenia lub może zostać zablokowany w dorosłym życiu na skutek guza rozwijającego się w pniu mózgu.

## Diagnostyka
Wodogłowie rozpoznaje się na podstawie palpacyjnej oceny napięcia i wielkości ciemiączek, szerokości szwów czaszkowych, pomiarów obwodu główki odpowiednio do wieku na siatkach centylowych. Badaniem obrazowym, wykonywanym w pierwszej kolejności, jest ultrasonografia przezciemiączkowa, ewentualnie tomografia komputerowa lub obrazowanie metodą rezonansu magnetycznego.

## Leczenie
Wodogłowie wewnętrzne może być wyleczone poprzez założenie drenażu (sztucznej przetoki) pomiędzy komorami mózgu a jamą ciała. Istnieje ryzyko infekcji mózgu w czasie zakładania sztucznej przetoki, niemniej jednak musi być ona wymieniana w trakcie wzrostu pacjenta. Krwotok podpajęczynówkowy może zablokować przepływ płynu mózgowo-rdzeniowego.
Należy wyróżnić dodatkowo występujące u niektórych niemowląt wodogłowie zewnętrzne, w którym powiększeniu ulega znajdująca się dookoła mózgu przestrzeń podpajęczynówkowa. Jest to łagodne schorzenie, które ustępuje samo około drugiego roku życia. Badania obrazujące mózgu oraz historia choroby pozwalają odróżnić wodogłowie zewnętrzne od krwiaka podtwardówkowego, któremu towarzyszą zazwyczaj wymioty, ból głowy i napady padaczkowe.
Wodogłowie leczy się chirurgicznie, umożliwiając odpływ nadmiarowego płynu mózgowo-rdzeniowego. W krótkoterminowym leczeniu nagłych przypadków stosuje się zewnętrzny dren komorowy. W dłuższej perspektywie czasowej u niektórych pacjentów niezbędne jest założenie różnych typów sztucznej przetoki mózgowej. W tym celu zakłada się w komorze mózgu cewnik, który odprowadza nadmiar płynu mózgowo-rdzeniowego z układu komorowego do innej jamy ciała, gdzie może on zostać reabsorbowany. Większość przetok odprowadza płyn do otrzewnej, aczkolwiek stosuje się również przetoki odprowadzające do przedsionka serca, opłucnej i pęcherzyka żółciowego. Cewnik może być też założony nie w mózgu, a w odcinku lędźwiowym kręgosłupa, i odprowadzać płyn z rdzenia kręgowego do otrzewnej. Alternatywą, możliwą do zastosowania u niektórych pacjentów, jest tzw. endoskopowa wentrikulostomia trzeciej komory mózgu, w której chirurgicznie wykonuje się otwór w dnie trzeciej komory, przez który płyn może przeciekać bezpośrednio do znajdujących się pod nią przestrzeni (np. komory czwartej, rogów dolnych komór bocznych), omijając niedrożność. Jest to metoda użyteczna min. w stenozie wodociągu mózgu. U niemowląt stosuje się niekiedy wentrikulostomię połączoną z przyżeganiem splotu naczyniówkowego, odpowiedzialnego za produkcję płynu mózgowo-rdzeniowego. Technikę tę zapoczątkował neurochirurg Ben Warf w Ugandzie i jest ona obecnie stosowana w wielu szpitalach w Stanach Zjednoczonych.

### Powikłania
Możliwymi powikłaniami po założeniu sztucznej przetoki są nieprawidłowe działanie przetoki, jej nieskuteczność lub infekcja, z czego pooperacyjna infekcja kanału przetoki należy do najczęstszych przyczyn niepowodzenia tego typu leczenia. Przetoka może przestać funkcjonować na skutek rozłączenia, zatkania, infekcji lub zarośnięcia tkanką. W takim wypadku płyn mózgowo-rdzeniowy zaczyna ponownie gromadzić się w komorach mózgu, powodując szereg objawów, takich jak bóle głowy, nudności, wymioty, światłowstręt czy – wyjątkowo niebezpieczne – napady padaczkowe. Uszkodzenie sztucznej przetoki zdarza się stosunkowo często (na 40 000 wykonywanych rocznie operacji mających na celu leczenie wodogłowia jedynie 30% to pierwsze założenie przetoki u danych pacjentów) i wielu chorych musi mieć kilkukrotnie ponownie zakładane przetoki w czasie swojego życia.
Innym typem powikłań jest nadmierne odprowadzanie płynu mózgowo-rdzeniowego, którego objawami mogą być apatia, silne bóle głowy, rozdrażnienie, światłowstręt, przeczulica dźwiękowa, nudności, wymioty, zawroty głowy, migrena, napady padaczkowe, zmiany osobowości, astenia rąk i nóg, zez i diplopia – wszystkie występujące gdy pacjent znajduje się w pozycji wyprostowanej. Przeważnie objawy mijają szybko, gdy pacjent kładzie się. Obrazy z TK niekoniecznie muszą wykazać zmiany w rozmiarze komór mózgu. Problem ze zdiagnozowaniem nadmiernego drenażu płynu mózgowo-rdzeniowego może być szczególnie uciążliwy dla pacjentów i ich rodzin. Oporność na tradycyjne leki przeciwbólowe może być również objawem nadmiernego odprowadzania płynu.
Diagnoza nagromadzania się płynu mózgowo-rdzeniowego jest skomplikowana i wymaga specjalistycznego doświadczenia. Często istotne jest, czy objawy występują u pacjenta zawsze, czy też zmieniają się w zależności od pozycji jego ciała.

### Kraje rozwijające się
Ponieważ założenie sztucznej przetoki mózgowej jest kosztowne, większość ludzi cierpiących na wodogłowie w krajach rozwijających się umiera ze względu na brak leczenia. Co gorsza, potrzeba częstego wymieniania przetoki zwiększa dodatkowo koszty leczenia. W krajach rozwijających się prowadzi się z tego powodu badania nad stosowaniem rozwiązań niskokosztowych, jak np. system Chhabra.

## Historia

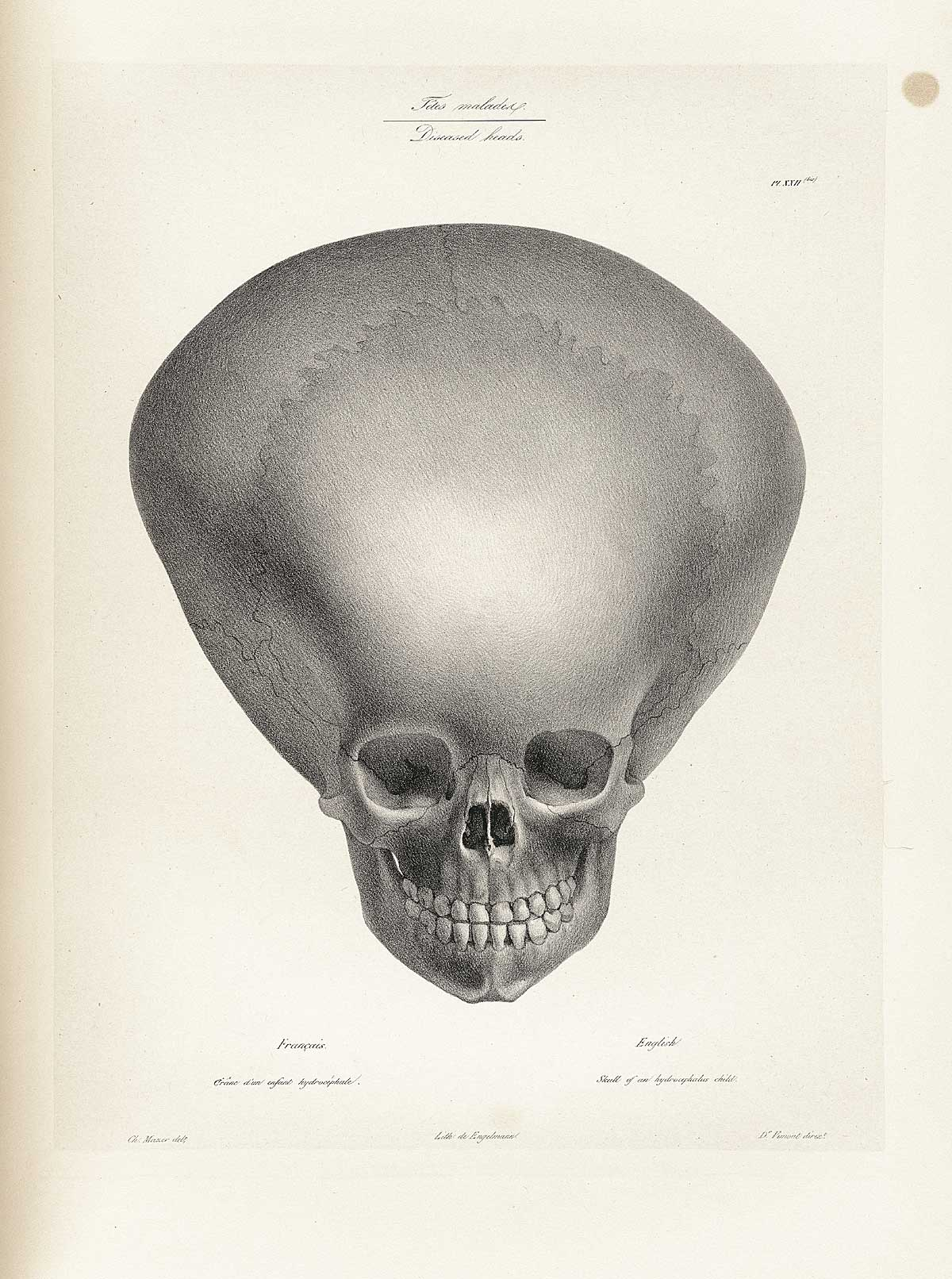
Czaszka dziecka z wodogłowiem, rysunek z lat 80. XIX wieku.

Odniesienia do czaszek z wodogłowiem można znaleźć już w literaturze medycznej starożytnego Egiptu między 2500 r. p.n.e. a 500 r. n.e. Wodogłowie zostało po raz pierwszy dokładnie opisane przez Hipokratesa w IV wieku p.n.e., natomiast Galen dostarczył poprawniejszego opisu w II wieku n.e.
Pierwszy opis operacyjnego leczenia wodogłowia pojawia się w podręczniku Al-Tasrif (napisanego ok. roku 1000) autorstwa arabskiego lekarza Abu al-Qasima al-Zahrawiego, który opisał upuszczanie płynu z wnętrza czaszki dzieci z wodogłowiem. Opis ten znajduje się w rozdziale poświęconym neurochirurgii, a jako sugerowana przyczyna wodogłowia wymieniony jest uraz mechaniczny. Abu al-Qasim al-Zahrawi pisze:

Czaszka noworodka jest często pełna płynu, ponieważ została zbyt mocno ściśnięta lub z innego nieznanego powodu. Objętość czaszki zwiększa się wówczas z dnia na dzień, tak że poszczególne kości czaszki przestają się w końcu stykać. W takich przypadkach trzeba otworzyć wnętrze czaszki w trzech miejscach, upuścić płynu, a następnie zamknąć ranę i ciasno obwinąć głowę bandażami.

W 1881, w kilka lat po przełomowym badaniu Retziusa i Key’a, Carl Wernicke opracował metodę sterylnej punkcji komór mózgowych i drenażu płynu mózgowo-rdzeniowego w celu leczenia wodogłowia. Mimo to wodogłowie pozostawało skomplikowanym w leczeniu schorzeniem aż do rozwinięcia w XX wieku metod opartych na otwieraniu sztucznej przetoki.
Wodogłowie należy do słabo poznanych schorzeń i wciąż stosunkowo niewiele badań jest prowadzonych w celu poprawy znanych metod leczenia. W krajach rozwijających schorzenie często nie jest leczone od urodzenia a dopiero od momentu, gdy wystąpi charakterystyczne zwiększenie objętości głowy, które wymaga bardziej skomplikowanego leczenia neurochirurgicznego. W tym czasie nacisk na tkankę nerwową jest już na tyle duży, że często dochodzi do nieodwracalnych zmian w mózgu, skutkujących upośledzeniem intelektualnym.

## Odbiór społeczny

### Kampanie uświadamiające

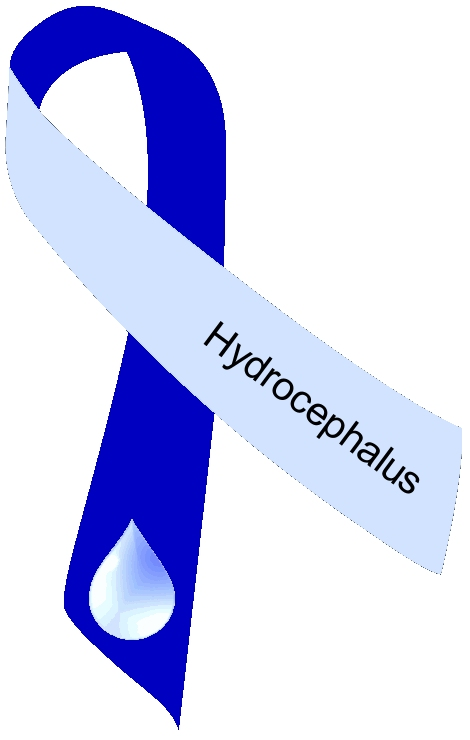
Symbol kampanii uświadamiającej o wodogłowiu.

W Stanach Zjednoczonych wrzesień został uznany przez kongres za narodowy miesiąc świadomości o wodogłowiu w lipcu 2009 roku. Wiele organizacji pozarządowych zajmujących się problemem wodogłowia używa dwubarwnej niebiesko-błękitnej wstążki jako swojego symbolu.

### Szczególne przypadki
Jednym z głośnych medialnie przypadków wodogłowia był mężczyzna, którego mózg skurczył się na skutek nacisku płynu mózgowo-rdzeniowego do cienkiej warstwy tkanki. Mężczyzna ten jako dziecko miał założoną przetokę, ale została ona usunięta, gdy miał 14 lat. W lipcu 2007, w wieku 44 lat, zgłosił się on do szpitala w związku z lekkim niedowładem nogi. Po przeprowadzeniu wywiadu lekarze zdecydowali się na wykonanie tomografii komputerowej i rezonansu magnetycznego, które wykazały ogromne powiększenie komór bocznych mózgu. Dr Lionel Feuillet z Hôpital de la Timone w Marsylii powiedział nawet:

Wyniki były niezwykłe… mózgu w zasadzie nie było.

 Testy inteligencji wykazały, że pacjent miał IQ na poziomie 75 (średnia wartość to ok. 100), co kwalifikuje się jako wartość graniczna sprawności intelektualnej, poniżej której oficjalnie uznaje się upośledzenie umysłowe.
Pomimo niezwykle powiększonych komór mózgu i silnie pomniejszonego mózgu pacjent prowadził normalne życie – był żonaty, miał dwójkę dzieci i pracował jako urzędnik państwowy. Według doktora Maxa Muenke, ze względu na powolny charakter zachodzącego redukowania mózgu pewne jego obszary przejmowały stopniowo funkcje regionów zanikających, co umożliwiało pacjentowi normalne funkcjonowanie.

### Znane przypadki
- Pisarz Sherman Alexie urodził się z wodogłowiem[25].
- Książę Wilhelm, diuk Gloucester (1689-1700) cierpiał na wodogłowie na skutek zapalenia opon mózgowych.

## Klasyfikacja ICD10
| kod ICD10     | nazwa choroby                               |
| ------------- | ------------------------------------------- |
| ICD-10: Q03   | Wodogłowie wrodzone                         |
| ICD-10: Q03.0 | Wady rozwojowe wodociągu mózgu Sylwiusza    |
| ICD-10: Q03.1 | Zarośnięcie otworów Magendiego i Luschki    |
| ICD-10: Q03.8 | Wodogłowie wrodzone inne                    |
| ICD-10: Q03.9 | Wodogłowie wrodzone, nieokreślone           |
| ICD-10: G91   | Wodogłowie                                  |
| ICD-10: G91.0 | Wodogłowie komunikujące                     |
| ICD-10: G91.1 | Wodogłowie z niedrożności                   |
| ICD-10: G91.2 | Wodogłowie normociśnieniowe (zespół Hakima) |
| ICD-10: G91.3 | Wodogłowie pourazowe, nieokreślone          |
| ICD-10: G91.8 | Inne wodogłowie                             |
| ICD-10: G91.9 | Wodogłowie, nieokreślone                    |